# Glaube und Schönheit
Glaube und Schönheit (pol. Wiara i Piękno) – sekcja nazistowskiej młodzieżówki Bund Deutscher Mädel zrzeszająca kobiety w wieku od 18 do 21 roku życia.

## Charakter organizacji
Glaube und Schönheit powstała w 1938 roku jako organizacja dla kobiet która miała ułatwiać przechodzenia młodych kobiet z BDM do NS-Frauenschaft.
Zadaniem organizacji było przygotowanie młodych kobiet do zadań przyszłych żon i matek.
Podczas wojny do zajęć należały m.in. służba szpitalna, służba na dworcach, pomoc sąsiedzka, dostarczanie poczty i praca w przedszkolach.